# Karel Otčenášek
Karel Otčenášek, né le 13 avril 1920 à České Meziříčí et mort le 23 mai 2011 à Hradec Králové, est un prélat catholique tchèque, évêque de Hradec Králové (de) puis archevêque.

## Biographie
Ordonné prêtre le 17 mars 1945, il devient administrateur apostolique du diocèse de Hradec Králové le 30 mars 1950 et est nommé évêque titulaire de Chersonèse en Crète un mois plus tard. De 1951 à 1952, il est emprisonné pour avoir été consacré évêque sans l'accord du gouvernement communiste tchécoslovaque. 
Après la Révolution de velours, il est nommé évêque de Hradec Králové (de) le 21 décembre 1989. Il prend sa retraite le 6 juin 1998. Le 24 septembre 1998, il est promu archevêque ad personam (à titre personnel) par le pape Jean-Paul II.